# High Virgo
High Virgo ([haɪ ˈvɝːɡoʊ] аутентич. произн. «Хай-вёгоу», в пер. «Дева в зените») — американская баллистическая ракета воздушного базирования из «звёздной» серии" (под размещение на внешней подвеске переоборудованного стратегического ракетоносца B-58A Hustler). Предназначалась для уничтожения советских спутников на низкой околоземной орбите. Была разработана корпорацией «Локхид» в Пало-Альто по заказу ВВС США. Разработкой подфюзеляжного пускового устройства, бортовой системы управления вооружением и интеграцией ракеты занималась компания-изготовитель оригинальных самолётов-носителей «Конвэр» в Сан-Диего (подразделение корпорации «Дженерал дайнемикс»). Обе компании, получившие совместный контракт на разработку ракеты и сопряжённого оборудования, базировались в Калифорнии. Ракета с пусковым устройством и системой наведения, интегрированной в бортовую систему управления вооружением, вместе с самолётом-носителем представляли собой комплекс, которому был присвоен общевойсковой индекс WS-199C.

## Предыстория
Толчком для разработки оружия такого типа стал запуск Советским Союзом в 1957 году первого искусственного спутника Земли. Американское военно-политическое руководство оценило потенциальное военное значение спутников и решило заблаговременно принять меры к борьбе с советскими спутниками на орбите. Поскольку пуск проектируемой ракеты осуществлялся с самолёта-носителя (что упрощало решение задачи противоспутниковой борьбы), такая ракета не обязательно должна была быть крылатой, поэтому проектировалась баллистической.

## История
Аванпроект

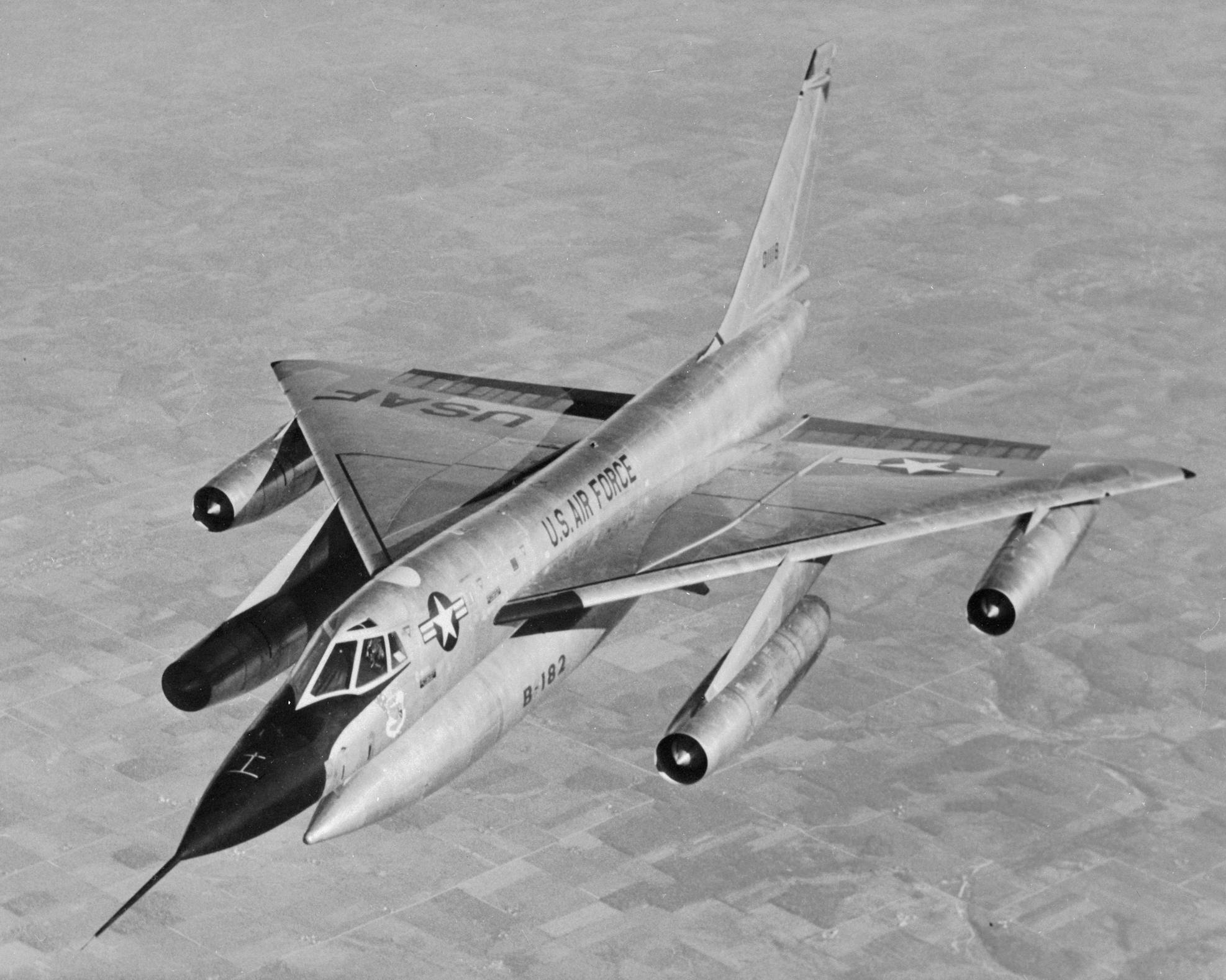
Самолёт-носитель в полёте

Аванпроект ракетного комплекса воздушного базирования был предложен компаниями «Локхид» и «Конвэр» на рассмотрение командования ВВС США в начале 1958 года, в качестве самолёта-носителя был предложен модифицированный сверхзвуковой стратегический бомбардировщик-ракетоносец В-58A («A» — модификация для нанесения ракетно-бомбовых ударов по наземным целям). Проект ракеты получил наименование «Хай Вирго». Бомбардировщик В-58А «Хастлер» поступил на вооружение ВВС США в конце 1959 года.
Разработка
Контракт с «Локхид» и «Конвэр» на проведение опытно-конструкторских работ был заключен Департаментом ВВС США в июне 1958 года. По уже имеющейся практике, характерной для американского ракетостроения, с целью сокращения сроков разработки и снижения затрат в конструкции ракеты «Хай Вирго» использовались компоненты других созданных «Локхидом» ракет и реактивных летательных аппаратов (самолёта-мишени «Кингфишер», КРВБ «Хаунд-дог», БРПЛ «Поларис А-1», ОТР «Сержант» и экспериментальной ракеты X-17). Двигательная установка представляла собой модифицированный вариант ДУ ракеты «Сержант», разработанной компанией Thiokol. Инерциальная навигационная система представляла собой уменьшенную в размерах и адаптированную к несколько иным динамическим нагрузкам копию ИНС N5G, исходно разработанную компанией «Автонетикс» (подразделение компании «Норт Америкэн»). Работы велись в условиях строгой секретности, даже разработчики инерциальной навигационной системы ракеты не знали наверняка над чем они работают. Маршалл Макмюррен, занимавшийся адаптированием существующей ИНС под поставленную тактико-техническую задачу, так описывает своё участие в проекте, самого названия которого он тогда не знал: "[Мой] друг, доктор Дэвид Гейпель, попросил меня об услуге — масштабировать навигационную аппаратуру [ракеты] «Хаунд-дог» для бо́льших скоростей и ускорений, не уточняя для каких целей [это потребовалось]. Поскольку в то время мы работали над несколькими «смежными» программами, я ничего не стал спрашивать. Эта масштабированная навигационная аппаратура, судя по всему, была одним из [элементов,] использовавшихся во время испытаний «Хай Вирго».
Испытания
В рамках программы лётных испытаний было проведено четыре испытательных пуска. Все пуски ракет с самолёта-носителя проводились при полёте на сверхзвуковой скорости. После отцепки с подфюзеляжного узла подвески, ракета отделялась от самолёта, после чего с задержкой в несколько секунд запускался двигатель первой ступени. В связи с опозданием поставки ИНС, первые два пуска были проведены на автопилоте с запрограммированной траекторией полёта. Первый пуск был аварийным. Второй и третий пуск были успешными. Четвёртый и последний пуск был боевым, в качестве мишени предполагалось использовать спутник серии «Эксплорер» (в итоге мишенью был избран «Эксплорер-4»). Поставленная задача по перехвату космической цели не была выполнена. Судить о работе бортовых систем ракеты во время четвёртого пуска не представляется возможным, потому как установить причину произошедшей аварии не удалось ввиду потери связи с ракетой из-за отказа бортовой телеметрической аппаратуры, а обнаружить точку падения головной части ракеты с тринадцатью встроенными фотокамерами и отснятой плёнкой не удалось.
| Дата                                                                          | Полигон                                                                       | Апогей                                                                        | Краткое описание полёта | Результат                                                                     |
| Проверка аэродинамических качеств и инерциальной навигационной системы ракеты | Проверка аэродинамических качеств и инерциальной навигационной системы ракеты | Проверка аэродинамических качеств и инерциальной навигационной системы ракеты | Проверка аэродинамических качеств и инерциальной навигационной системы ракеты                                                                         | Проверка аэродинамических качеств и инерциальной навигационной системы ракеты |
| ----------------------------------------------------------------------------- | ----------------------------------------------------------------------------- | ----------------------------------------------------------------------------- | --- | ----------------------------------------------------------------------------- |
| 5 сентября 1958                                                               | Атлантический ракетный испытательный полигон                                  | 13 км                                                                         | пуск на автопилоте с запрограммированной траекторией полёта, отказ системы управления через несколько секунд после отцепки                            | аварийный                                                                     |
| 19 декабря 1958                                                               | Атлантический ракетный испытательный полигон                                  | 76 км                                                                         | пуск на автопилоте, максимальная дальность полёта составила около 300 км, а скорость полёта составила около М=6                                       | успешный                                                                      |
| 4 июня 1959                                                                   | Атлантический ракетный испытательный полигон                                  | 51 км                                                                         | первый пуск на инерциальной навигационной системе с корректируемой траекторией полёта                                                                 | успешный                                                                      |
| Отработка потенциала применения ракеты для решения противоспутниковых задач   |                                                                               |                                                                               | |                                                                               |
| 22 сентября 1959                                                              | там же                                                                        | 12 км                                                                         | пуск с самолёта-носителя, летящего на скорости М=2 (свыше 2470 км/ч), отказ бортовой телеметрической аппаратуры через 30 секунд после отцепки, промах | частично аварийный                                                            |

Свёртывание проекта
В связи с обнаруженными недостатками, работы по проекту «Хай Вирго» были прекращены. Тем не менее, полученные наработки и результаты работ по программе «Болд Орион» были использованы при постановке требований тактико-технического задания к новой баллистической ракете воздушного базирования, разрабатываемой по программе «Скайболт». В Советском Союзе, в свою очередь, начались работы по программе «Истребитель спутников».

## Устройство
В хвостовой части ракеты размещались аэродинамические рули. ИНС определяла позицию ракеты в пространстве, высоту над уровнем моря и рассчитывала траекторию полёта, формируя сигналы на аэродинамические рулевые поверхности.

## Тактико-технические характеристики
Источники информации :
Общие сведения
- Категории поражаемых целей — космические аппараты в околоземном космическом пространстве, движущиеся по баллистической траектории

Самолёт-носитель
- Модель — B-58A

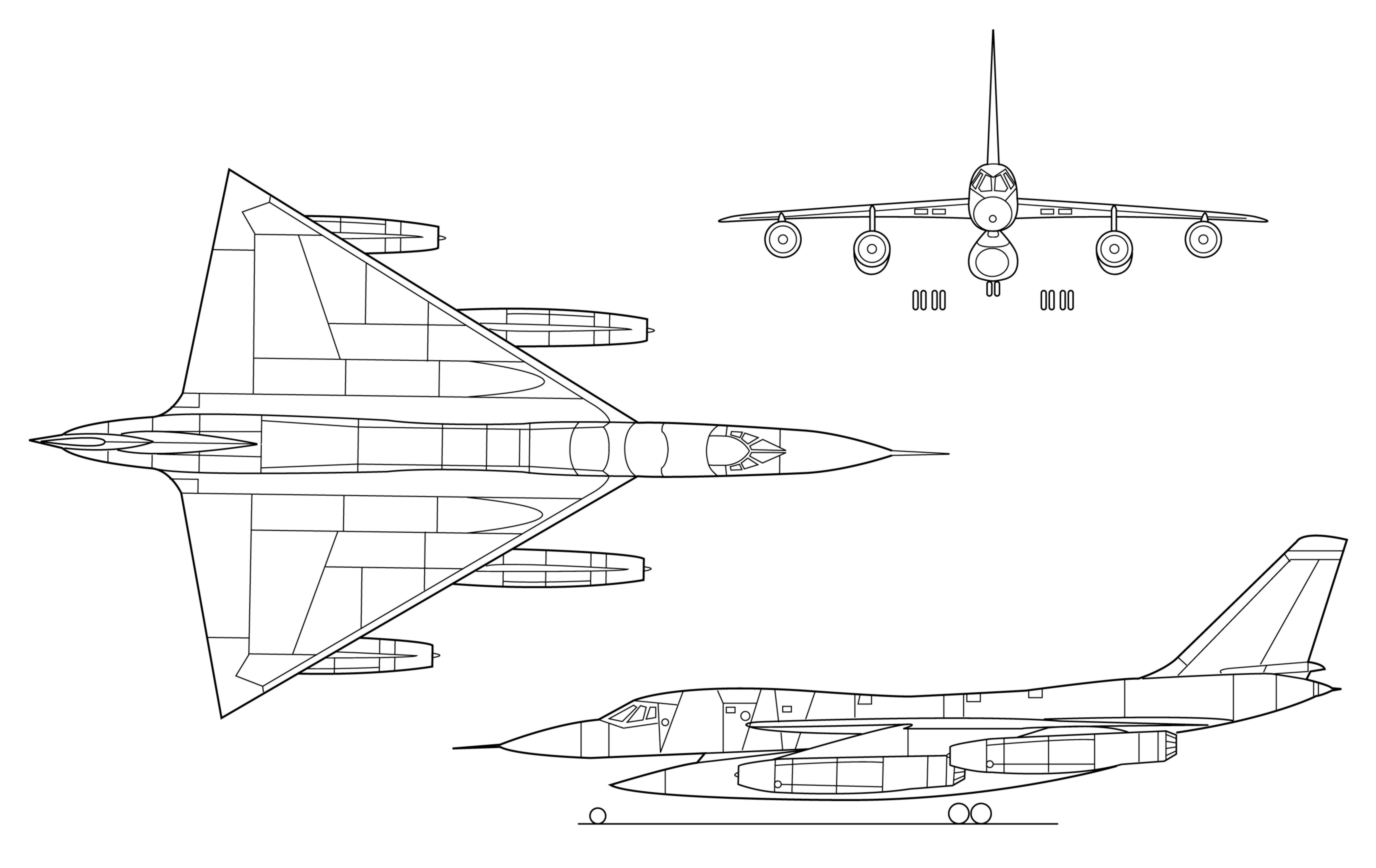
Вид самолёта-носителя с различного ракурса. Узел подвески ракеты обозначен оранжевым квадратом

- Максимальная взлётная масса — 73,9 т
- Практический потолок — 21 км
- Максимальная скорость полёта — 2126 км/ч
- Полётный радиус с боевой нагрузкой — 2600 км

Система управления полётом
- Тип системы управления полётом ракеты — инерциальная, N5G

Зона обстрела
- Досягаемость по высоте (вертикальной дальности до цели) — более 76 км
- Досягаемость по дальности (наклонной) — 300 км
- Высота пуска — более 12 км

Аэродинамические характеристики
- Аэродинамическая компоновочная схема — нормальная
- Начальная скорость полёта = скорость самолёта-носителя в момент отцепки
- Маршевая скорость полёта — свыше 7408 км/ч
- Активный участок траектории полёта — 29 сек

Массо-габаритные характеристики
- Длина в стартовой конфигурации — 9250 мм
- Длина в маршевой конфигурации — 6000 мм
- Диаметр корпуса на миделе — 790 мм
- Стартовая масса — 5450 кг
- Полётная масса — 5400 кг

Боевая часть
- Тип БЧ — моноблочная

Двигательная установка
- Тип ДУ — двухдвигательная

## Комментарии
1. ↑  В русскоязычных материалах в письменной форме чаще встречается транслитерационный вариант перевода «Хай Вирго».
2. ↑  Астрономический и одновременно морской навигационный термин, типичный для названий ракет «звёздной» серии.
3. ↑  Поскольку максимальная дальность полёта ракеты была меньше 600 км, в соответствии с официальными определениями, данными в договоре СНВ-1, формально её нельзя отнести к классу БРВЗ,[2] хотя по американской классификации она соответствовала определению строго эквивалентного англоязычного термина ALBM[3].